# Eikon (Zeitschrift)
Die Zeitschrift Eikon (Eigenschreibweise: EIKON) ist eine österreichische Fachzeitschrift für Fotografie und Medienkunst.

## Die Zeitschrift
Die Zeitschrift Eikon, herausgegeben vom Österreichischen Institut für Photographie und Medienkunst (ÖIP) mit dem Geschäftssitz im Q21 / MuseumsQuartier Wien, versteht sich als Plattform für österreichische und internationale Künstler aus den Bereichen Fotografie und Medienkunst.
Eikon erscheint vierteljährlich seit 1991 und ist bilingual (D/E). Gründungsherausgeber ist Carl Aigner, Nela Eggenberger hat seit 2013 die Position der Chefredaktion inne. Das Periodikum berichtet über das aktuelle Kunstgeschehen im Bereich Fotografie und Medienkunst sowie über intermediale Bezüge. Seit 2004 erscheint Eikon zweisprachig (Englisch und Deutsch). Die Zeitschrift gliedert sich in zwei Bereiche.

### Portfolio
Der erste Teil der „Portfolios“ versteht sich gemeinhin als Künstlerforum: Hier werden junge Kunstschaffende sowie neue Arbeiten bereits etablierter Künstler aus den Bereichen Fotografie, Medienkunst und anderen interdisziplinären Kunstformen in mehrseitigen Hauptbeiträgen präsentiert. Einer der wichtigsten Grundsätze von EIKON ist auch die regelmäßige Präsentation österreichischer Künstler, um diesen so eine verstärkte internationale Präsenz zu ermöglichen.

### Monochromer Part: Im Fokus, Forum u. v. m.
Der zweite, monochrome Teil der Zeitschrift umfasst einerseits mit der Rubrik „Im Fokus“ (eingeführt 2014) den jeweiligen Heftschwerpunkt, der von internationalen Experten vorgeschlagen und redaktionell betreut wird; andererseits werden im „Forum“ aktuelle kulturpolitische Debatten aufgegriffen oder beachtenswerte Persönlichkeiten in Form von Interviews o. ä. vorgestellt. Ausgewählte Ausstellungsbesprechungen und Buchrezensionen sowie Informationen über Stipendien, Preise und Veranstaltungen komplettieren die Zeitschrift.

## Sonstige Aktivitäten

### EIKON Schauraum
Seit Frühjahr 2020 bespielt Eikon mit dem EIKON Schauraum einen Galerieraum in zentraler Lage mitten im MuseumsQuartier Wien. In enger Abstimmung mit den in der Zeitschrift EIKON präsentierten österreichischen wie internationalen Künstlern werden wechselnde Einzel- und Gruppenausstellungen (4 × pro Jahr) realisiert und zeitgleich mit dem Launch der jeweils aktuellen Heftausgabe eröffnet.
Auch ein umfangreiches Zusatzprogramm in Form von Künstlergesprächen, Performances sowie Magazin- und Buchpräsentationen wird geboten und die Rezeption, die regelmäßig besetzt ist (Do und Fr von 14 bis 18 Uhr) ermöglicht persönlichen Kontakt vor Ort.

### EditionEIKON
Seit Mitte der 1990er gibt das Österreichische Institut für Photographie und Medienkunst die Edition EIKON heraus: Dabei handelt es sich um handsignierte und nummerierte Originalfotografien von renommierten und aufstrebenden Künstlern in limitierter Auflage. Ziel dieser Initiative ist es, qualitätsvolle Kunst zu leistbaren Preisen anzubieten und auf diese Weise immer mehr Menschen und vor allem junge Kunstinteressierte mit Fotografie vertraut zu machen und für das Sammeln zu begeistern. So haben in der Vergangenheit Werke von Künstlern wie Thomas Ruff, Elfie Semotan, Eva Schlegl, Erwin Wurm, Arnulf Rainer und Renate Bertlmann Eingang in die Edition EIKON gefunden.

### Bibliothek
Eikon verfügt über eine öffentlich zugängliche Bibliothek, die um die fünftausend Publikationen aus den Bereichen Fotografie, bildende Kunst, Kunstgeschichte und Technik beinhaltet. Besucher haben dort außerdem die Möglichkeit auf einen umfangreichen Bestand laufend abonnierter Fachzeitschriften zuzugreifen.

### Sonderprojekte
In den letzten 30 Jahren realisierte Eikon zahlreiche Sonderprojekte zusätzlich zu den Kernaufgaben des Österreichischen Instituts für Photographie und Medienkunst.
Zu diversen Anlässen werden von Eikon Sonderpublikationen herausgegeben, z. B. veröffentlichte die Zeitschrift anlässlich des 25-jährigen Bestehens 5 × 5. Photo Tracks mit Beiträgen der internationalen Fotografie-Experten David Bate (UK), Linde B. Lehtinen (USA), Steffen Siegel (DE), Abigail Solomon-Godeau (FR/USA) und Urs Stahel (CH). In den letzten drei Jahrzehnten erschienen zudem Sonderdrucke und Künstlermonographien zu Ona B., Lewis Baltz, Anastasia Khoroshilova, Ángel Marcos, Brian McKee, Arnulf Rainer u. v. m.
Es wurden immer wieder europaweite Ausschreibungen organisiert, wie zuletzt der EIKON Award (45+). Unter dem Ehrenschutz von Valie Export schrieb Eikon im Jahr 2017 den europaweiten, mit 5000 EUR dotierten Kunstpreis aus, der sich speziell an Fotografie- und Medienkünstlerinnen ab 45 richtete und von einer Ausstellung im Künstlerhaus Wien begleitet wurde.
Auch realisierte Eikon zahlreiche Ausstellungen in den letzten Jahrzehnten, darunter FRAGILE (2013) in der BAWAG P.S.K. Contemporary, Pas de Deux (2015) in Kooperation mit der Schule Friedl Kubelka im Kunst Haus Wien und ab_bilden (2020/2021) im Österreichischen Kulturforum Berlin in der österreichischen Botschaft (konzipiert mit Jan Stradtmann im Rahmen des European Month Of Photography Berlin).